# Kubok Nadeždy
La Kubok Nadeždy (in russo: Кубок Надежды, Kubok Nadeždy) è un trofeo assegnato al termine di un torneo fra le squadre escluse dai playoff della Kontinental Hockey League. Le squadre escluse dalla lotta per la Kubok Gagarina al termine della stagione regolare disputano un torneo con la possibilità di vincere premi in denaro e posizioni migliori in vista del KHL Junior Draft. La prima edizione si svolse nel corso della stagione 2012-2013 e fu vinta dalla Dinamo Riga. Per motivi finanziari non fu disputata la terza edizione nella stagione 2014-2015.

## Albo d'oro
| Stagione  | Vincitore              | Finalista              | Serie                  |
| --------- | ---------------------- | ---------------------- | ---------------------- |
| 2012-2013 | Dinamo Riga            | Amur Chabarovsk        | 3-1                    |
| 2013-2014 | Avangard Omsk          | Dinamo Minsk           | 3-0                    |
| 2014-2015 | Edizione non disputata | Edizione non disputata | Edizione non disputata |